# Melinda Gebbie
Melinda Gebbie, née en 1947, est une autrice de comics américaine.

## Biographie
Melinda Gebbie naît en 1947. Elle rencontre Lee Marrs à un salon d'éditeurs en 1973. Celle-ci l'invite à produire une bande dessinée pour Wimmen's Comix, un comics underground féministe, publié par Last Gasp, dont elle est une des fondatrices. Cette histoire, parue dans le troisième numéro du comics est la première histoire publiée de Melinda Gebbie. Elle travaille ensuite pour d'autres comics underground comme Tits & Clits, Wet Satin et Anarchy Comics (en). En 1977, elle publie son premier comics intitulé  Fresca Zizis.
Elle quitte ensuite les États-Unis et s'installe en Angleterre où elle participe au film d'animation Quand souffle le vent inspiré par l'œuvre éponyme de Raymond Briggs. Au début des années 1990, elle commence à dessiner la série Filles perdues en collaboration avec Alan Moore au scénario. Il faut attendre 16 ans pour que la série soit intégralement publiée. Entretemps, entre 1999 et 2001, elle dessine la série Cobweb, toujours sur des scénarios de Moore, publiée dans l'anthologie Tomorrow Stories. En 2007, Melinda Gebbie et Alan Moore se marient.

## Distinction
- 2000 : prix Eisner de la meilleure anthologie pour Tomorrow Stories (avec Alan Moore, Rick Veitch, Kevin Nowlan et Jim Baikie)